# Cornelius Righter
Cornelius Erwin Righter (ur. 7 marca 1897 w Campbell, zm. 6 września 1985 w Englewood) – amerykański sportowiec i trener, olimpijczyk, zdobywca złotego medalu w turnieju rugby union na Letnich Igrzyskach Olimpijskich w 1920 roku w Antwerpii.

## Życiorys

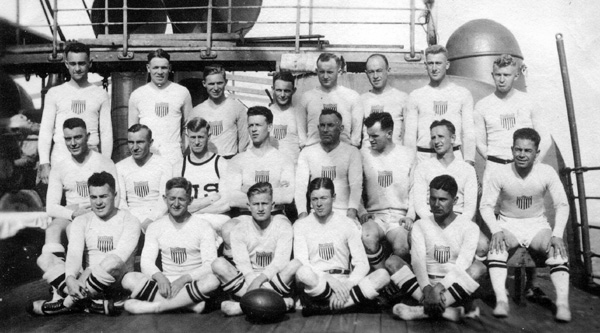
Olimpijska drużyna USA z 1920 roku

Podczas studiów na Stanford University reprezentował barwy Stanford Cardinal w futbolu amerykańskim, koszykówce i rugby union. Koszykarskie umiejętności dały mu miejsce w reprezentacji All-Pacific Coast Conference NCAA oraz w Stanford Athletic Hall of Fame.
Ze złożoną w większości ze studentów uniwersytetów Santa Clara, Berkeley i Stanford reprezentacją Stanów Zjednoczonych uczestniczył w turnieju rugby union na Letnich Igrzyskach Olimpijskich 1920. W rozegranym 5 września 1920 roku na Stadionie Olimpijskim spotkaniu amerykańska drużyna pokonała faworyzowanych Francuzów 8–0. Jako że był to jedyny mecz rozegrany podczas tych zawodów, oznaczało to zdobycie złotego medalu przez zawodników z Ameryki Północnej. Był to jego jedyny występ w reprezentacji kraju, a wraz z pozostałymi amerykańskimi złotymi medalistami w rugby union został w 2012 roku przyjęty do IRB Hall of Fame.
Studia pierwszego stopnia ukończył w 1921 roku, a w 1935 roku uzyskał tytuł Master of Arts broniąc pracę A preliminary study of the relation of personality traits to success in basketball.
Również w 1921 roku objął stanowisko trenera futbolu amerykańskiego, koszykówki i lekkoatletyki w drużynie Pacific Tigers z University of the Pacific, które piastował przez dwanaście lat. Został także przyjęty do Pacific Athletics Hall Of Fame podczas jej inauguracji w sezonie 1982–83. Aż do emerytury, na którą odszedł w 1962 roku, pracował jako trener w college'ach i szkołach średnich w północnej Kalifornii.
W 1973 roku wydał autobiografię pt. From farmboy to world traveler: an autobiography.